# Annegret Friedrichsen
Annegret Friedrichsen (født 1961 i Skovlund ) er en dansk-sydslesvigsk forfatter og forskningsbibliotekar. 
Friedrichsen er opvokset som tosproget i det danske mindretal i Sydslesvig. Efter studentereksamen fra Duborg-Skolen i Flensborg flyttede hun 1981 til København for at læse litteraturvidenskab på Københavns Universitet. Annegret Friedrichsen er mag.art. i litteraturvidenskab og  ph.d. i tysk. I årene 1992 til 1999 arbejdede hun først som kandidatstipendiat og siden som adjunkt i tysk litteratur og litteraturformidling på Danmarks Lærerhøjskole. I årene 1999 til 2002 virkede hun blandt andet som ekstern lektor i tysk litteratur og litteraturpædagogik på Danmarks Pædagogiske Universitet i København. 2000 til 2002 var hun desuden ansat som forlagsredaktør. Siden 2002 har hun været tilknyttet det daværende Danmarks Pædagogiske Bibliotek, i dag AU Library Emdrup/ Det Kongelige Bibliotek, som forskningsbibliotekar i litteratur og sprog. 
Hun har udgivet en række artikler om tysk og nordisk litteratur samt litteraturpædagogiske artikler og lærebøger. Hendes første digtsamling på tysk udkom i 1990 under titlen Atemrisse og i 2018 udkom hendes anden digtsamling, Meer im Ohr. I 2005 debuterede hun som dansk børnebogsforfatter med bogen Trolden Trøst, i 2007 fulgte den eventyrlige fortælling Alfrida og Alfekatten og i 2009 udgav hun Maya, jeg Maya – breve fra en kat (Turbine). I 2012 udkom med Porcelænskvinden hendes første skønlitterære bog for voksne. I 2022 udkom romanen Astrids somre. Hun har derudover oversat enkelte bøger fra tysk til dansk (og omvendt).

## Udgivelser (udvalg)
- Atemrisse. Gedichte (1990) Digtsamling (tysk).
- Meer im Ohr (2018) Digtsamling (tysk).
- Trolden Trøst (2005) Billedbog.
- Alfrida og Alfekatten (2007) Børnebog.
- Maya, jeg Maya – breve fra en kat (2009) Børnebog.
- Porcelænskvinden (2012) Kortroman.
- Astrids somre (2022). Roman.